# Ahmed Abdulrahman
Ahmed Abdulrahman (en árabe: أحمد عبد الرحمن‎; nacido el 26 de mayo de 1996) es un deportista egipcio que compite en judo.
Ganó una medalla en los Juegos Panafricanos de 2015 y ocho medallas en el Campeonato Africano de Judo entre los años 2016 y 2024.

## Palmarés internacional
| Juegos Panafricanos | Juegos Panafricanos               | Juegos Panafricanos | Juegos Panafricanos |
| Año                 | Lugar                             | Medalla             | Categoría           |
| ------------------- | --------------------------------- | ------------------- | ------------------- |
| 2015                | Brazzaville (República del Congo) | Medalla de oro      | –60 kg              |
| Campeonato Africano |                                   |                     |                     |
| Año                 | Lugar                             | Medalla             | Categoría           |
| 2016                | Túnez (Túnez)                     | Medalla de oro      | –60 kg              |
| 2017                | Antananarivo (Madagascar)         | Medalla de bronce   | –66 kg              |
| 2018                | Túnez (Túnez)                     | Medalla de plata    | –66 kg              |
| 2019                | Ciudad del Cabo (Sudáfrica)       | Medalla de bronce   | –66 kg              |
| 2020                | Antananarivo (Madagascar)         | Medalla de plata    | –66 kg              |
| 2021                | Dakar (Senegal)                   | Medalla de oro      | –66 kg              |
| 2023                | Casablanca (Marruecos)            | Medalla de bronce   | –66 kg              |
| 2024                | El Cairo (Egipto)                 | Medalla de plata    | –66 kg              |